# Leprodera verrucosa
Leprodera verrucosa är en skalbaggsart som beskrevs av Francis Polkinghorne Pascoe 1866. Leprodera verrucosa ingår i släktet Leprodera och familjen långhorningar. Inga underarter finns listade i Catalogue of Life.